# Calosso
Calosso is een gemeente in de Italiaanse provincie Asti (regio Piëmont) en telt 1298 inwoners (31-12-2004). De oppervlakte bedraagt 15,7 km², de bevolkingsdichtheid is 83 inwoners per km².

## Demografie
Calosso telt ongeveer 546 huishoudens. Het aantal inwoners daalde in de periode 1991-2001 met 6,8% volgens cijfers uit de tienjaarlijkse volkstellingen van ISTAT.
| Jaar | Inwoneraantal |
| ---- | ------------- |
| 1991 | 1356          |
| 2001 | 1264          |

## Geografie
De gemeente ligt op ongeveer 399 m boven zeeniveau.
Calosso grenst aan de volgende gemeenten: Agliano Terme, Canelli, Castiglione Tinella (CN), Costigliole d'Asti, Moasca, Santo Stefano Belbo (CN).